# Carl Brackmann

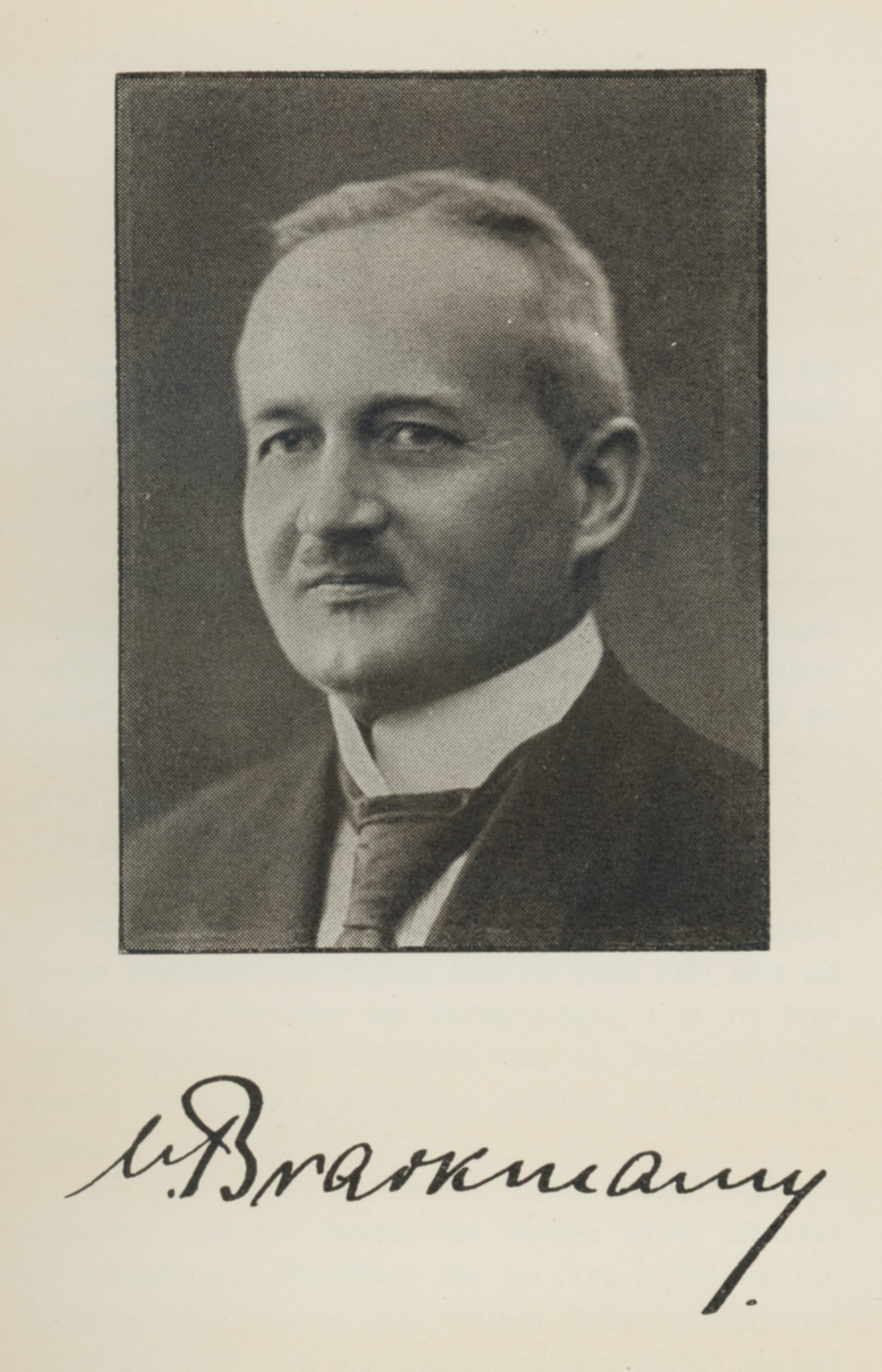
Carl Brackmann

Carl Friedrich August Brackmann (* 1872 in Hameln; † 28. Januar 1931 in Stuttgart-Bad-Cannstatt) war ein deutscher Journalist. 

## Leben
Brackmann stammte aus einer Theologen-Familie und studierte ebenfalls evangelische Theologie an den Universitäten Tübingen und Göttingen. Anschließend arbeitete er elf Jahre lang als Pastor, bevor er zum Journalismus wechselte und politischer Redakteur bei der „Magdeburgischen Zeitung“ wurde. Im Ersten Weltkrieg ging er dann zum Hamburger Fremdenblatt, bevor er am 1. Januar 1919 das Amt des Chefredakteurs des Stuttgarter Neuen Tagblatts übernahm. In zahlreichen Leitartikeln vertrat er liberale Positionen und verteidigte die Weimarer Republik. Den Posten des Chefredakteurs hatte Brackmann insgesamt zwölf Jahre bis zu seinem Tod inne. 
Die Feuerbestattung Brackmanns fand am 31. Januar 1931 auf dem Stuttgarter Pragfriedhof statt.

## Veröffentlichungen
- Reform der Schulreform. Verlag Stuttgarter Neues Tagblatt, Stuttgart 1926 (Tagblatt-Schriften; 1).

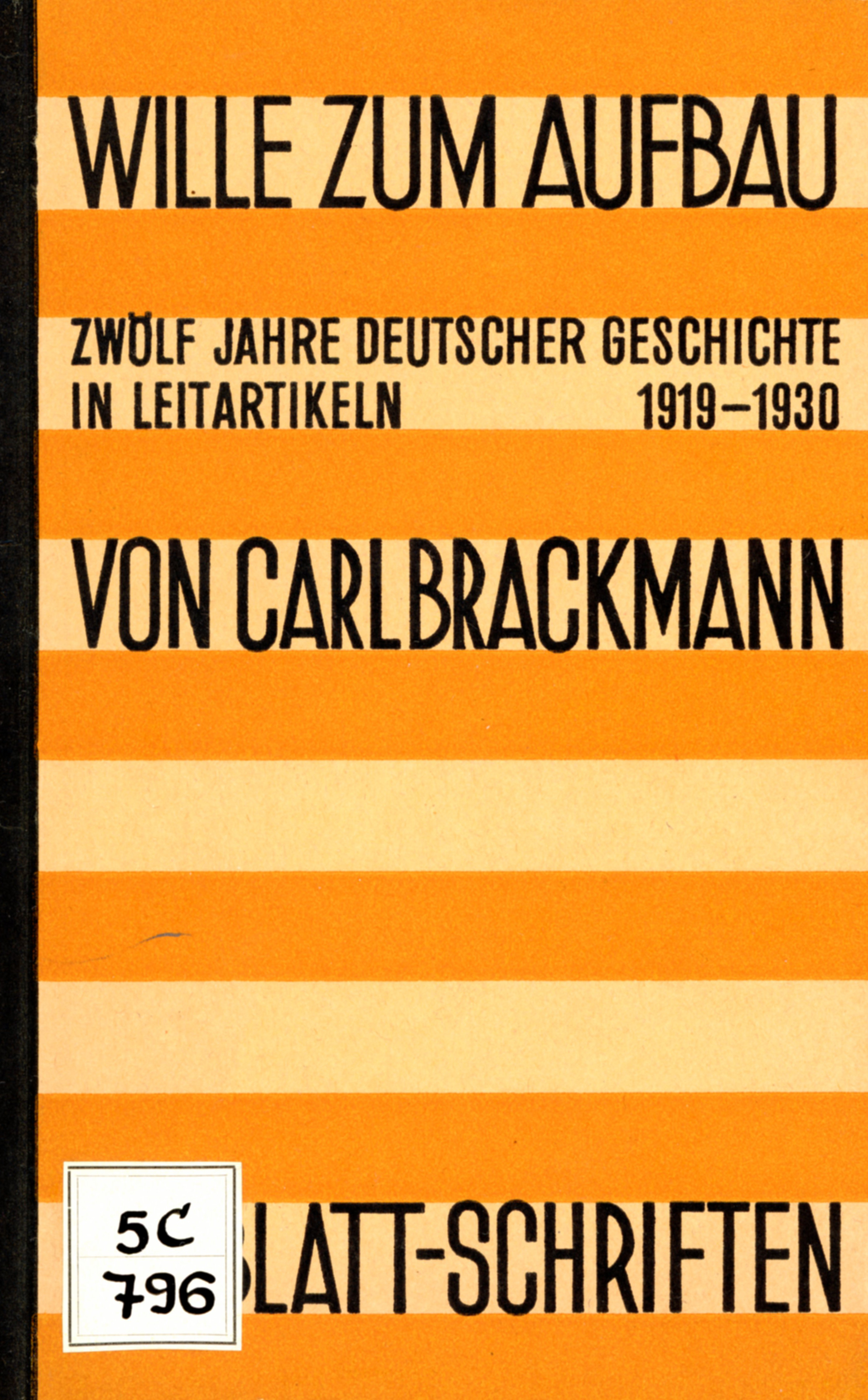
Cover der Schrift: Wille zum Aufbau: 12 Jahre deutscher Geschichte in Leitartikeln; 1919–1930.

- Cover der Schrift: Wille zum Aufbau: 12 Jahre deutscher Geschichte in Leitartikeln; 1919–1930.Wille zum Aufbau: 12 Jahre deutscher Geschichte in Leitartikeln; 1919–1930. Stuttgarter Neues Tagblatt, Stuttgart 1931 (Tagblatt-Schriften; 18).